# Ferrari F430
Ferrari F430 (Type F131) — спортивний автомобіль, який вироблявся італійським автовиробником Ferrari з 2004 по 2009 рік, як наступник Ferrari 360. Автомобіль є оновленою моделлю 360 із змінами екстер’єру та характеристик. Він був представлений на Паризькому автосалоні 2004 року. На зміну F430 прийшов Ferrari 458 Italia, який був представлений 28 липня 2009 року.

## Огляд

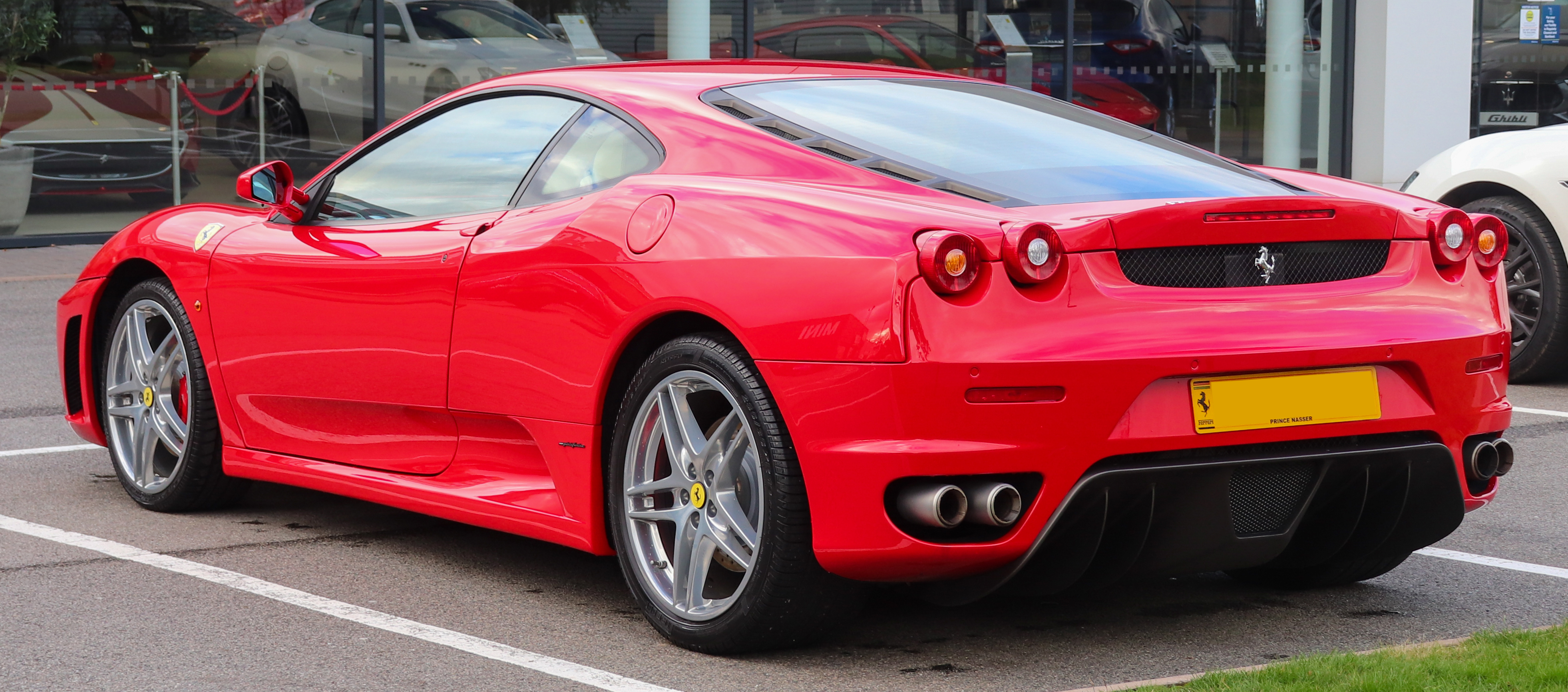
Ferrari F430

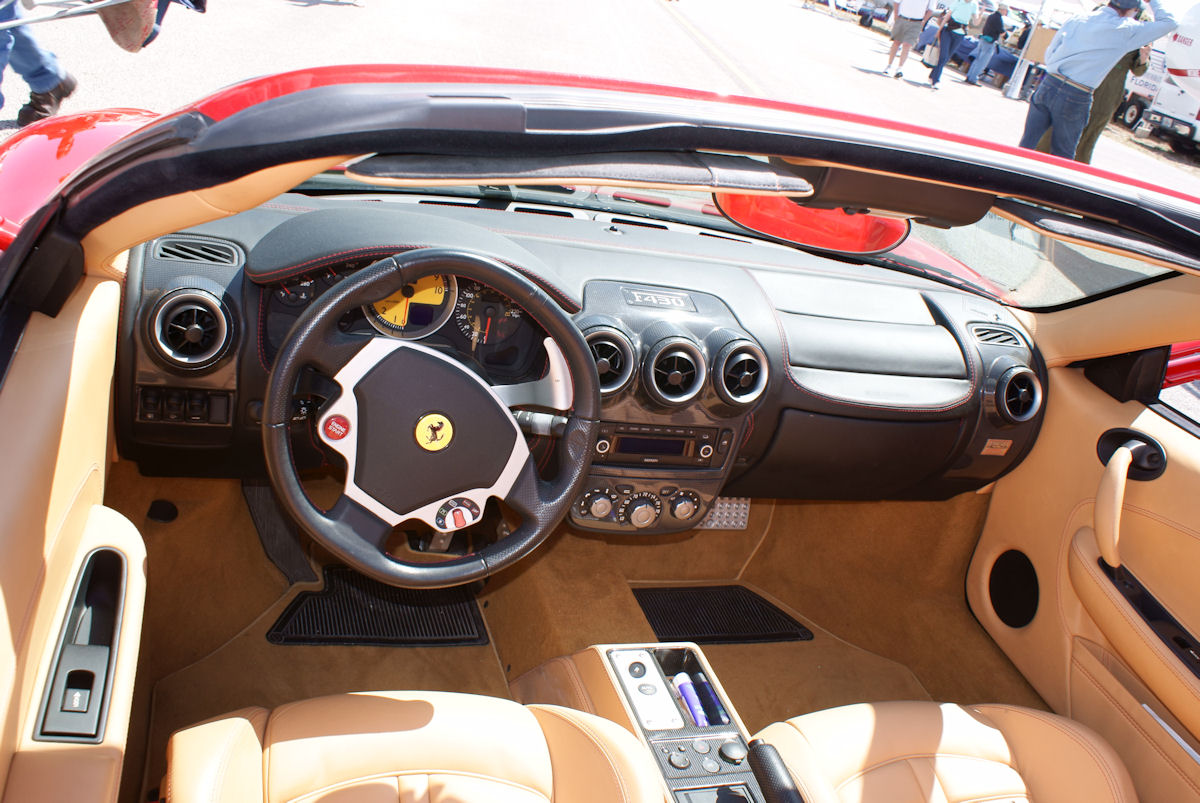
Салон

Дизайн кузова F430, розроблений компанією Pininfarina у співпраці з Френком Стівенсоном (директором концептуального дизайну та розробки Ferrari-Maserati), був змінений у порівнянні з його попередником, 360, для покращення його аеродинамічної ефективності. Хоча коефіцієнт лобового опору залишився незмінним, притискна сила була значно збільшена. Незважаючи на те саме базове алюмінієве шасі Alcoa, лінію даху, двері та скло, автомобіль виглядав значно інакшим, ніж 360. Велика частина спадщини Ferrari була включена в дизайн екстер’єру. Ззаду були додані задні ліхтарі та вентиляційні отвори двигуна Enzo. Назва автомобіля була викарбувана на дзеркалі водія в стилі Testarossa. Великі овальні отвори в передньому бампері нагадують гоночні моделі Ferrari 60-х років, зокрема автомобіль Формули-1 156 "акулячий ніс".
Ціна на Ferrari F430 становить $ 186925 до $ 217310 в Сполучених Штатах, £ 118500 в Сполученому Королівстві, приблизно € 175000 в Європейському Союзі і $ 389000 до $ 450000 в Австралії.

## Технічні дані
|                                | Ferrari F 430    | Ferrari F 430 Spider | Ferrari 430 Scuderia |
| ------------------------------ | ---------------- | -------------------- | -------------------- |
| Циліндри/Клапани               | 8/32             | 8/32                 | 8/32                 |
| Об'єм (см³)                    | 4308             | 4308                 | 4308                 |
| Потужність (кВ/к.с. при хв−1)  | 360/490 при 8500 | 360/490 при 8500     | 375/510 при 8500     |
| Крутний момент (Нм/хв−1)       | 465/5250         | 465/5250             | 470/5250             |
| 0-100 км/год                   | 3,9              | 4,1                  | <3,6                 |
| Максимальна швидкість (км/год) | 315              | 310                  | >320                 |
| Витрати пального (л/100 км)    | 18,2             | 18,3                 | 11-23,6              |
| Вага (кг)                      | 1450             | 1520                 | 1350                 |
| Бак (літрів)                   | 95               | 95                   | 95                   |
| Виробництво                    | з 2004           | з 2005               | з 2007               |

## Модифікації

### F430 Spider

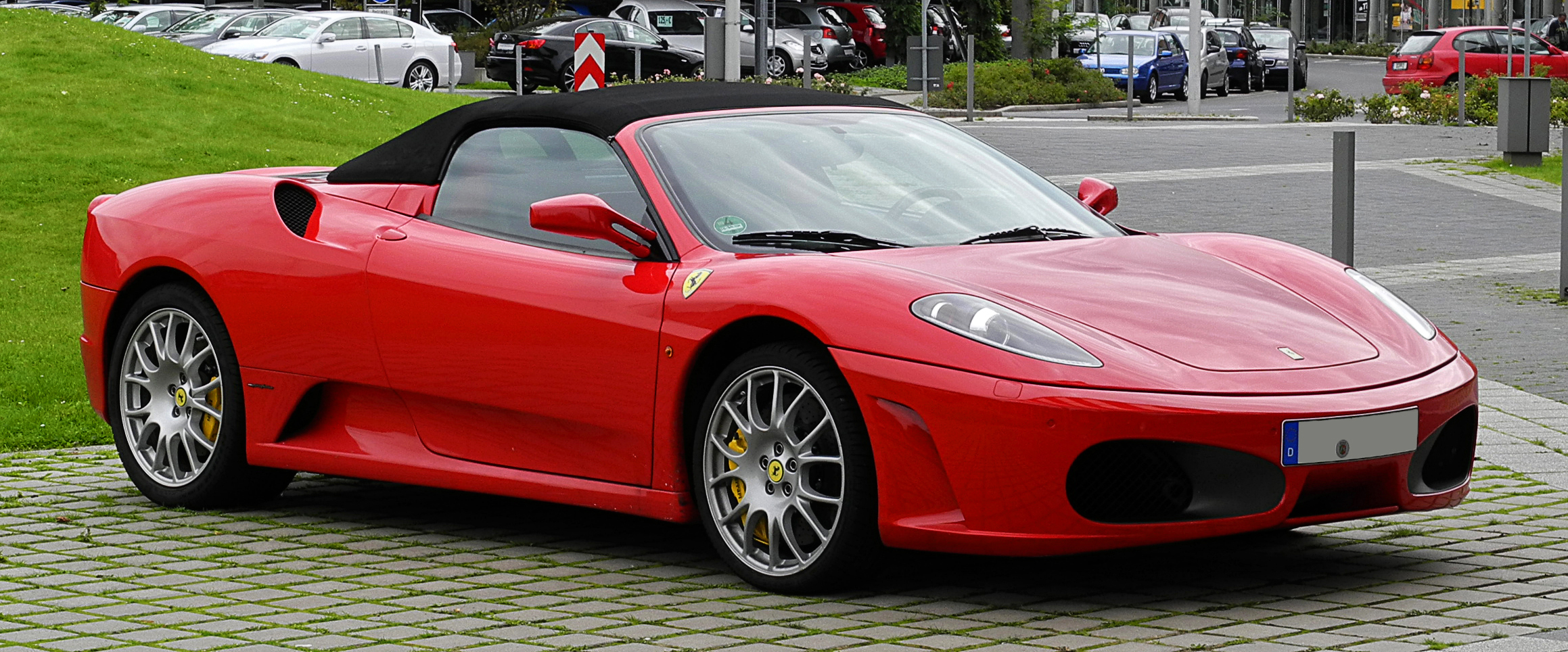
Ferrari F430 Spider

F430 Spider — кабріолет створений на основі F430. Він був представлений на Женевському автосалоні 2005 року, ставши 21-м дорожнім кабріолетом Ferrari. Автомобіль був розроблений Pininfarina з використанням програм аеродинамічного моделювання, які використовуються для автомобілів Формули-1. Перетворення із закритого верху на кабріолет під відкритим небом відбувається двоетапним способом складання; панель даху автоматично складається всередині простору над моторним відсіком. Інтер’єр і характеристики Spider ідентичні купе зі збільшенням ваги та зниженням максимальної швидкості на 5 км/год.

### F430 Scuderia

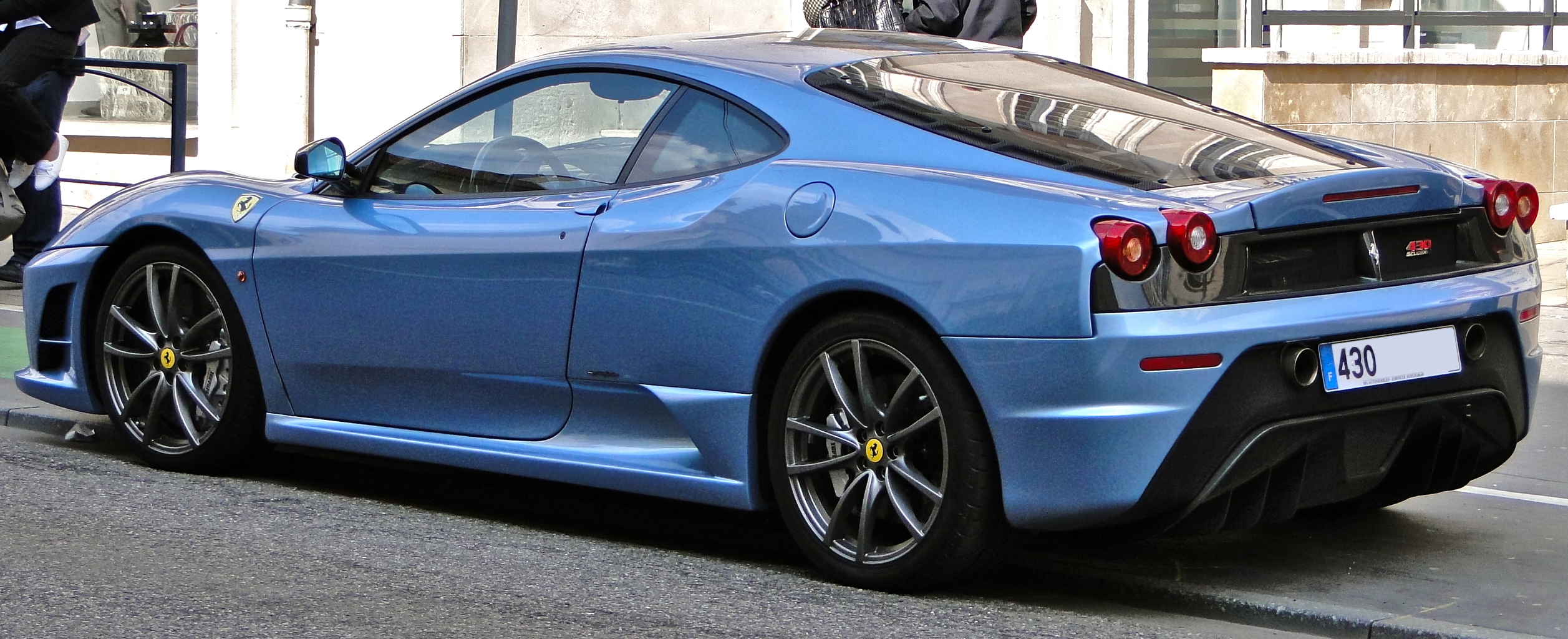
Ferrari F430 Scuderia

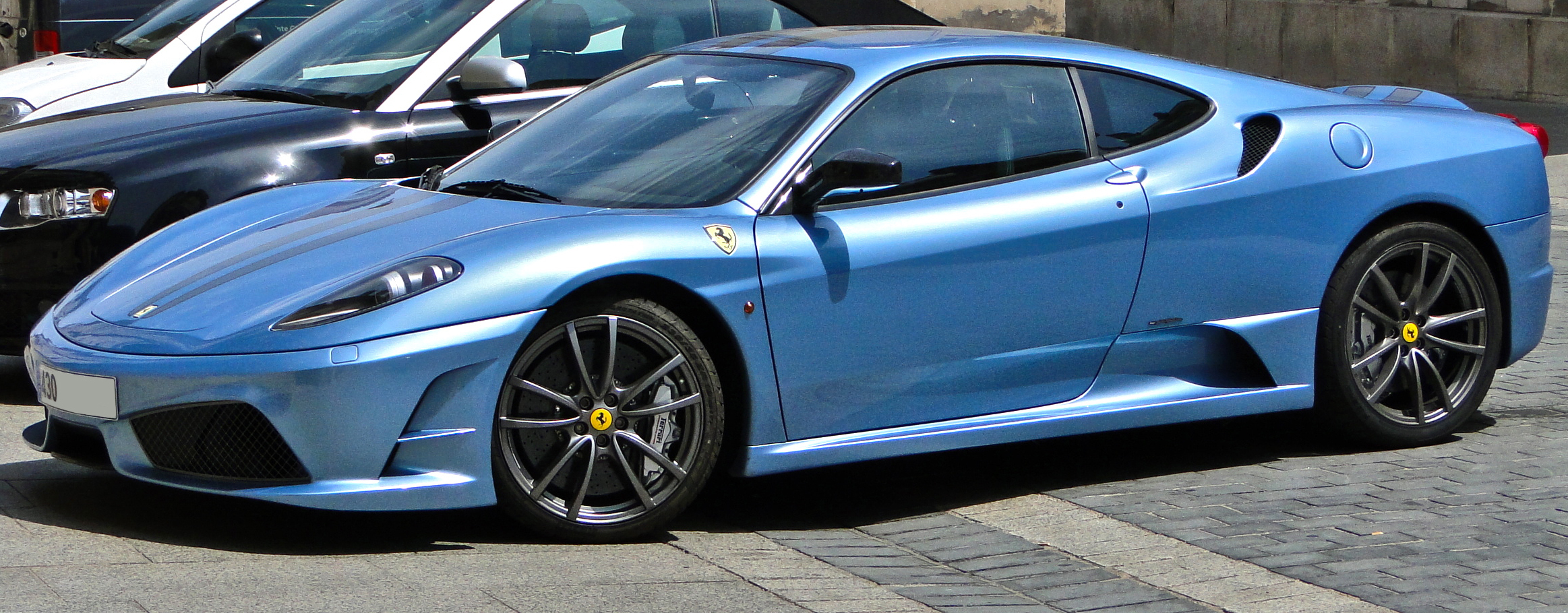
Ferrari F430 Scuderia

Будучи наступником 360 Challenge Stradale, F430 Scuderia (scuderia означає «стабільний», але також використовується в контексті гоночних команд, включаючи власну Ferrari) був представлений Міхаелем Шумахером на Франкфуртському автосалоні 2007 року. Покликаний конкурувати з такими автомобілями, як Porsche 911 GT2 і Lamborghini Gallardo Superleggera (superleggera означає надлегку вагу), він легший (на 100 кг) і потужніший (510 к.с. при 8500 об/хв і 471 Нм крутного моменту при 5250 об/хв), ніж стандартний F430. Збільшення потужності відбувається завдяки зміненому впуску, вихлопу та системі виявлення детонації з іонним датчиком, яка забезпечує вищий ступінь стиснення в двигуні. Таким чином, співвідношення ваги до потужності зменшено з 2,96 кг/к.с. до 2,5 кг/к.с. На додаток до заходів щодо зменшення ваги, автоматизована механічна коробка передач Scuderia з одним зчепленням отримала покращене програмне забезпечення «Superfast», відоме як «Superfast2», для швидшого часу перемикання передач на 60 мілісекунд. Нова система контролю тяги поєднала тягу F1-Trac від 599 GTB і контроль стабільності з електронним диференціалом E-Diff. Ferrari F430 Scuderia розганяється від 0 до 100 км/год за 3,6 секунди, а максимальна швидкість становить 319 км/год.
В F430 Scuderia багато деталей замінено на карбонові. Тепер педалі, кермо та дзеркала заднього виду мають малу вагу завдяки цьому матеріалу. Кузов отримав прикрасу у вигляді двох матових смужок, які на американський манер ідуть вздовж кузова. Також вона прикрашена новими дисками жовтого кольору.

### Scuderia Spider 16M

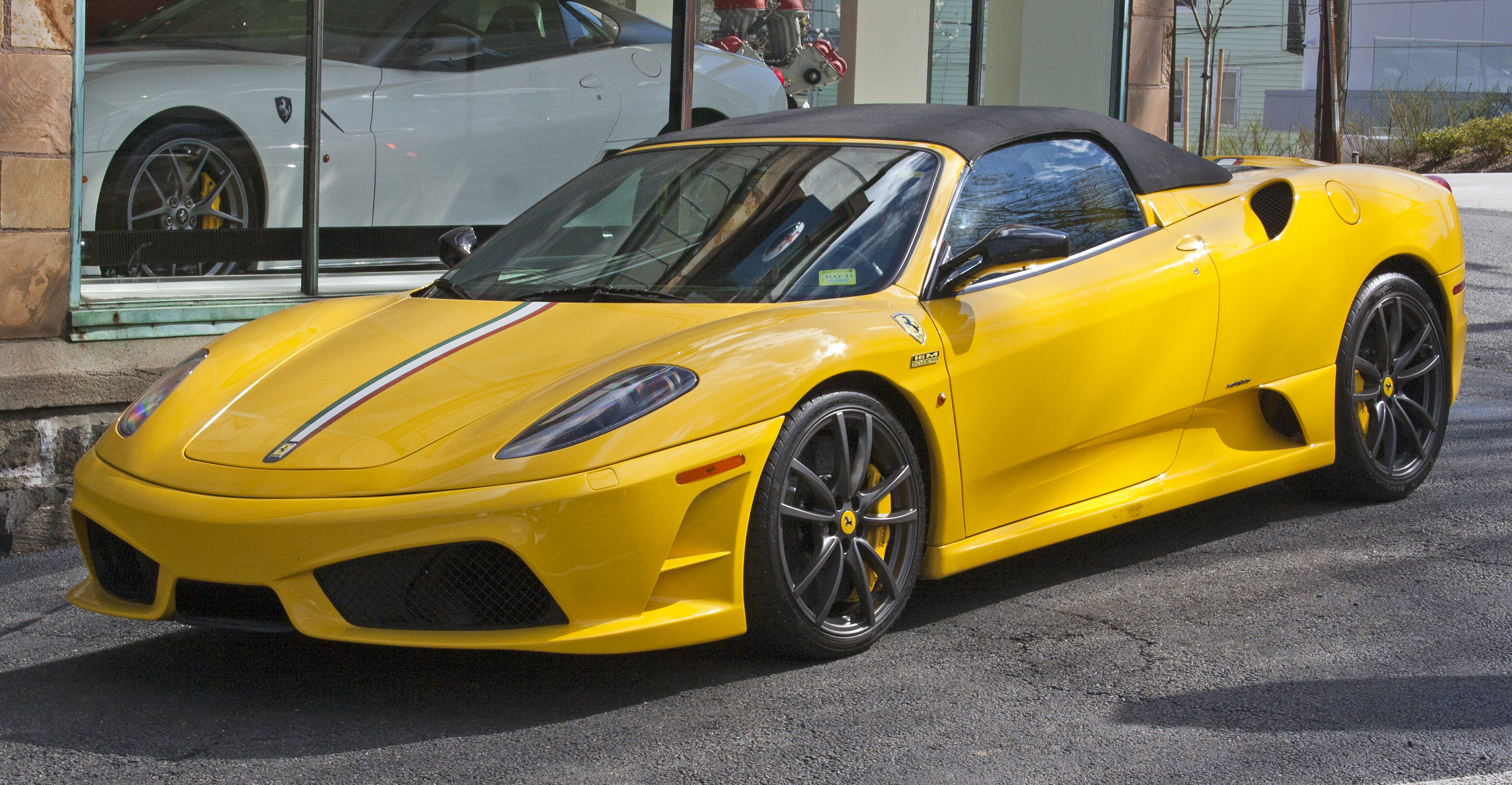
Ferrari F430 Spider 16M

На ознаменування перемоги Ferrari у Кубку Конструкторів Формули-1 у чемпіонаті світу 2008, оприлюднив Scuderia Spider 16M на фіналі у Муджелло. Це відкрита версія у 430 Scuderia.
Двигун має потужність 510 к.с. при 8000 об/хв і крутний момент 470 Нм при 5250 об/хв. Scuderia Spider 16M має масу 1340 кг, що на 80 кг легше за стандартний спайдер. Автомобіль розганяється з місця до сотні за 3,7 секунд і має максимальну швидкість 315 км/год.
Загалом планується випустити 499 автомобілів.

## Спецвидання

### F430 Spider Bio Fuel
Версія F430 Spider, яка працює на етанолі, називається F430 Spider Bio Fuel, була представлена на Детройтському автосалоні 2008 року. Він мав той самий 4,3-літровий двигун V8, що й стандартний автомобіль, потужністю 500 к.с., крутний момент на 4% збільшений, а викиди вуглекислого газу на 5% менші, ніж стандартний F430 Spider.

### SP1

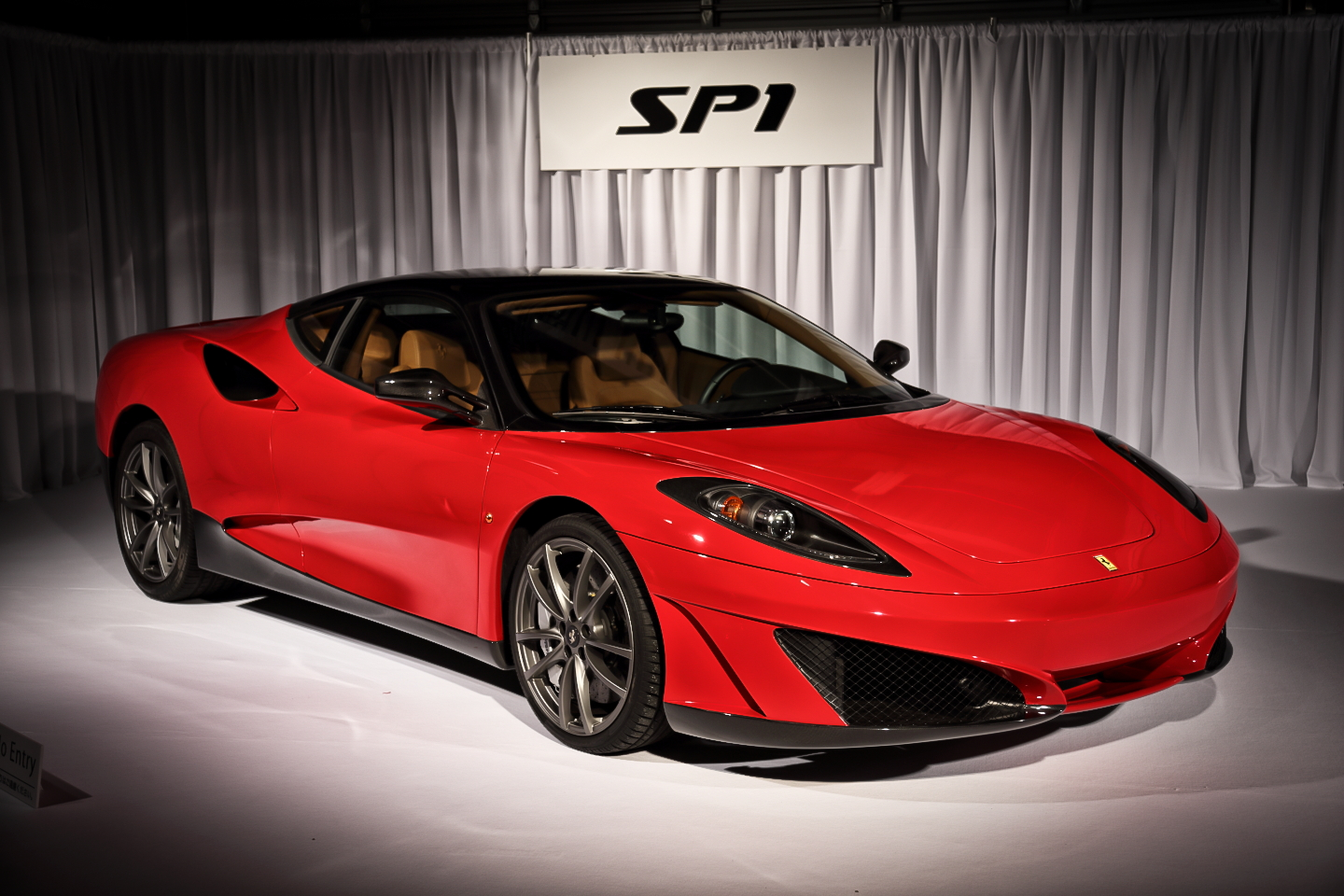
Ferrari SP1

Ferrari SP1 (спеціальний проект №1) на базі F430 був першим унікальним автомобілем, випущеним у рамках Програми портфоліо кузовів Ferrari, також відомої як Програма спеціальних проектів (SP). Кузов був розроблений колишнім дизайнером Pininfarina Леонардо Фіораванті за дорученням Дзюнітіро Хірамацу, японського бізнесмена, колишнього президента японського клубу Ferrari та завзятого колекціонера; він захоплювався прототипом F100 Fioravanti 1998 року.